# Orbey

Orbey este o comună în departamentul Haut-Rhin din estul Franței. În 2009 avea o populație de 3.615 de locuitori.

## Evoluția populației
| An        | 1975  | 1982  | 1990  | 1999  | 2006  | 2009  |
| --------- | ----- | ----- | ----- | ----- | ----- | ----- |
| Populație | 3.369 | 3.114 | 3.282 | 3.548 | 3.608 | 3.615 |